# Progonia
Progonia é um gênero de traça pertencente à família Arctiidae.